# Angel (actriz porno)
Jennifer James, más conocida como Angel (Estados Unidos; 7 de diciembre de 1966), es una exactriz pornográfica estadounidense.

## Biografía
Nacida en Estados Unidos en una familia de ascendencia alemana e irlandesa, Jennifer James irrumpió en la industria pornográfica en el año 1984, poco después de cumplir los 18 años. Realizó gran parte de su carrera como actriz en la Edad de plata del cine porno, siendo su debut como actriz en la película Pleasures of Innocence. En un momento en que muchas actrices promediaban cinco o seis películas por mes, el promedio de la carrera de Angel era de seis películas al año, lo que le permitía evitar el aspecto duro y cansado que obtienen muchas actrices importantes después de varios años.
Como actriz, trabajó para estudios del sector como VCA Pictures, Cal Vista, Caballero Home Video, Metro, Alpha Blue, VCX, Intropics Video, Western Visuals, Command Video, Zebra o Pretty Girl Amateurs.
Entre 1984 y 1985 actuó en una docena de películas de alto perfil, lo que le permitió ganarse el reconocimiento de la industria, que la recompensó en 1986 en los Premios AVN con el galardón a la Mejor actriz revelación. En octubre del año anterior, en 1985, fue elegida Penthouse Pet del mes por la revista Penthouse.
Después de este tiempo "dorado" en la industria, se fue retirando paulatinamente de la misma, comenzando a trabajar como maquilladora en una tienda de Beverly Hills. En 1988 regresó a la pornografía después de firmar un contrato exclusivo con Intropics Video para protagonizar cuatro películas con ella como protagonista principal: Angel of the Island, Angel Rising, Angel's Back y Honky Tonk Angels.
Después de cumplir el contrato, se retiró nuevamente. Apareció en breves intervalos en nuevas producciones entre 1989 y 1991, año en el que finalmente se retiró, habiendo aparecido en un total de 53 películas durante su etapa como actriz.
Otras películas suyas fueron Angel of the Night, Blonde Heat, Debbie Does 'Em All, Ginger Rides Again, Hot Blooded, L'Amour, Matinee Idol, Oral Majority, Passions, Too Hot to Touch, Tower of Power o Undercover Angel.

## Premios y nominaciones
| Año  | Ceremonia   | Resultado | Premio                  | Trabajo |
| ---- | ----------- | --------- | ----------------------- | ------- |
| 1986 | Premios AVN | Ganadora  | Mejor actriz revelación | —       |